# Rudolf Joseph von Edling
Rudolf Joseph von Edling (in italiano: Rodolfo Giuseppe Edling) (Gorizia, 1º agosto 1723 – Lodi, 8 dicembre 1803) è stato un arcivescovo cattolico austriaco.

## Biografia
Figlio primogenito del conte Giacomo e di Elisabetta von Cobenzl, nacque a Gorizia il 1º agosto 1723. Iniziò gli studi presso il locale collegio dei gesuiti, per poi contunuarli a Roma presso il Collegio germanico e la Pontificia Università Gregoriana. L’11 settembre 1740 aveva ricevuto a Udine gli ordini minori e il 4 settembre 1746 fu ordinato sacerdote a Roma; due giorni dopo conseguì la laurea in filosofia e teologia alla Gregoriana.
Dopo essere tornato in Patria, il 6 febbraio 1748 fu nominato canonico del capitolo della Basilica di Aquileia e mantenne la carica fino al 1751, quando il Patriarcato di Aquileia fu soppresso e, perciò, il titolo gli fu trasferito al nuovo capitolo della Cattedrale metropolitana di Gorizia, di cui divenne decano il 2 febbraio 1752. Avendone constatato le ottime capacità come predicatore, sia in lingua italiana che in slovena, l’arcivescovo Karl Michael von Attems lo scelse prima come elemosiniere segreto e poi nel 1768 lo propose al governo di Vienna come proprio coadiutore. Dopo lunghe trattative, papa Clemente XIV ratificò la nomina e lo elesse vescovo titolare di Cafarnao; fu consacrato vescovo il 4 febbraio 1770.
Come vescovo ausiliare, effettuò una visita pastorale in tutta la diocesi, composta da oltre quattrocento parrocchie, che andavano dalla Carinzia ai confini dell’Ungheria, però la sua rigidità morale gli procurò molte critiche da parte del clero secolare, soprattutto a Gorizia. Alla morte del vescovo Attems, avvenuta il 18 febbraio 1774, il 22 maggio 1774 l'imperatrice Maria Teresa d'Austria lo designò come successore, tra la sorpresa generale, perché ci si aspettava la nomina di un ecclesiastico proveniente dall'alta aristocrazia. La scomparsa di papa Clemente XIV e la successiva elezione di papa Pio VI ritardarono la conferma papale: il nuovo arcivescovo poté prendere possesso dell'arcidiocesi solo il 14 maggio 1775.
Non ebbe buone relazioni con il clero locale: la sua estrema moralità, che vietava agli ecclesiastici di frequentare teatri e altri luoghi d’intrattenimento, non era condivisa; inoltre, ebbe rapporti burrascosi con il vescovo suffraganeo di Lubiana, Karl von Herberstein, che, con l'appoggio del governo di Vienna, cercava di rendersi autonomo dal controllo della arcidiocesi metropolita.

## Genealogia episcopale
La genealogia episcopale è:
- Cardinale Sigismund von Kollonitz
- Vescovo Ernst Amadeus Thomas von Attems
- Arcivescovo Karl Michael von Attems
- Arcivescovo Rudolf Joseph von Edling